# Charneca de Caparica
Charneca de Caparica è una ex freguesia portoghese del comune di Almada, con un'estensione di 22,33 km² e 29 763 abitanti (2011).
Lo statuto di freguesia fu concesso nel 1985.

## Geografia fisica
La freguesia di Charneca de Caparica è delimitata: a nord dalla freguesia di Sobreda; a est e sud dal comune di Seixal; a ovest dalla città di Costa de Caparica.
Della freguesia di Charneca de Caparica fanno parte le seguenti località:

Localizzazione della freguesia di Charneca da Caparica all'interno del comune di Almada

- Lazarim;
- Quintinhas;
- Aroeira;
- Botequim;
- Quinta Nova;
- Vale Fetal;
- Quinta do Texugo;
- Palhais;
- Vale Cavala;
- Marisol;
- Vale Bem.

## Società

### Evoluzione demografica
| Indicatore | 1991   | 2001   | Variazione % |
| ---------- | ------ | ------ | ------------ |
| Residenti  | 11 316 | 20 155 | 78,1         |
| Famiglie   | 3 797  | 7 647  | 101,4        |
| Alloggi    | 10 208 | 14 334 | 40,4         |
| Edifici    | 8 316  | 10 453 | 25,7         |

### Istituzioni, enti e associazioni
Queste le principali associazioni di Charneca de Caparica:
- Academia de Ténis de Almada
- Amigos do Atletismo da Charneca
- Associação de Escoteiros de Portugal - Grupo 173
- Associação de Moradores da Aroeira
- Charneca de Caparica Futebol Clube
- Clube Recreativo Charnequense
- Clube de Patinagem Artística
- Corpo Nacional de Escutas - Agrupamento 467
- CRAQS - Clube Recreativo dos Amigos da Quinta da Saudade
- Grupo Desportivo e Recreativo da Quinta Nova
- Grupo Teatral e Folclórico da Morgadinha
- Real Clube de Vale Cavala
- Sociedade Recreativa Bairro da Bela Vista
- União Columbófila da Charneca
- Vitória Clube das Quintinhas

## Il Parco Verde
Il Parco Verde è stato inaugurato il 4 maggio 2002 e ha lo scopo di costituire un grande spazio verde nel centro del nucleo urbano.
Ha un'area di 40 000 m2 di vegetazione autoctona che convive con alberi da frutta, fra cui si distacca il Castagno. Numerosi sono i sentieri percorribili ed i punti di ristoro, fra cui il Parco delle Merende, panchine, fontane.
È aperto tutto l'anno.